# Ignacio Alonso Labat
Ignacio Alonso Labat (Montevideo, 2 de agosto de 1978) es un economista y dirigente deportivo uruguayo, presidente de la AUF.

## Biografía
Se graduó como economista en la Universidad de la República. Se desempeña como productor agropecuario.
Su actividad a nivel de dirigencia deportiva se inicia en Rampla Juniors, el cuadro de sus amores, en donde integra la Comisión de Patrimonio. Posteriormente se integra a la Mesa Ejecutiva de la AUF durante la presidencia de Sebastián Bauzá; también participó en la Mesa Ejecutiva presidida por Wilmar Valdez.
También tuvo un breve pasaje por la política, como asesor en materia deportiva del candidato Luis Lacalle Pou en 2014.
En febrero de 2019 anunció su postulación a la presidencia de la Asociación Uruguaya de Fútbol, cargo para el que es oficialmente electo al mes siguiente. Prevé dirigir una organización en un periodo "refundacional" con la entrada en vigencia de un nuevo estatuto.
Es el segundo presidente más joven en asumir este cargo (el récord lo ostenta el Dr. Héctor Rivadavia Gómez, quien asumiera en 1907 con solo 27 años).